# Herstelgloeien
Herstelgloeien is een bewerking die erin bestaat een materiaal na een voorafgaande koude vervorming zoals persen of walsen opnieuw op te warmen om de spanningen te ontlaten.
Zo vereist messing met 30% zink in 79% koper bijvoorbeeld herstelgloeien op 250 °C.